# Crabwood Creek
Crabwood Creek es una localidad de Guyana en la región Berbice Oriental-Corentyne.

## Demografía
Según censo de población 2002 contaba con 5599 habitantes. La estimación 2010 refiere a 5158 habitantes.
Población económicamente activa
| Dato      | Funcionarios | Profesionales y técnicos | Clero | Comercio y Servicios | Act. agrícolas | Act. industriales | Ocup. elementales | S/D  | Total |
| --------- | ------------ | ------------------------ | ----- | -------------------- | -------------- | ----------------- | ----------------- | ---- | ----- |
| Población | 51           | 62                       | 49    | 335                  | 270            | 193               | 721               | 1971 | 3650  |